# プロブレム (アリアナ・グランデの曲)
「プロブレム」（Problem）は、アメリカ合衆国の歌手アリアナ・グランデとラッパーのイギー・アゼリアが発表した楽曲である。2014年4月28日にリリースされた。アルバム『マイ・エヴリシング』に収録。

## 概要
シングルのジャケットはツイッター上で実施した投票によって決定された。クレジットにないビッグ・ショーンも、カメオでヴォーカルに参加している。
全米シングルチャートBillboard Hot 100での最高位は2位である。日本のビルボードチャートJapan Hot 100では16位であった。iTunesにおいては開始37分で1位となり、テイラー・スウィフトの「私たちは絶対に絶対にヨリを戻したりしない」の記録（開始50分）を塗り替えて歴代最速となった。また、初週のダウンロード数40万回達成（43万5千回）は史上最年少記録である。
テレビドラマ『glee/グリー』第6シーズン第2話でナヤ・リヴェラ、ディアナ・アグロン、ヘザー・モリスおよびケヴィン・マクヘイルによってカバーされている。
2015年のMTV Video Music Awards Japanで最優秀洋楽女性アーティストビデオ賞を受賞した。

## 収録曲
CDシングル（一部の国で発売）
1. Problem – 3:14
2. Problem (Dawin Remix) – 3:25
3. Problem (Noodles & Devastator Remix)– 3:12
4. Problem (Kassanio Remix) – 4:21

配信シングル
1. Problem - 3:14

配信シングル（リミックス）
1. Problem (Dawin Remix) – 3:25
2. Problem (Noodles & Devastator Remix)– 3:12
3. Problem (Kassanio Remix) – 4:21